# اسنفرد (مین)
اسنفرد(به انگلیسی: Sanford) شهری در ایالت مین کشور ایالات متحده آمریکا است که جمعیت آن در سرشماری سال ۲۰۱۰ میلادی، ۹٬۷۶۱ نفر بوده‌است.